# 游侠网
游侠网是以遊戲資訊為主的中華人民共和國门户网站和網路論壇，早期是郦彦卿建立的個人網站，用於分享遊戲資訊和遊戲攻略。2011年被凤凰传媒收購，由子公司杭州凤侠負責管理營運。網站名稱源於郦彦卿的網名「ALI」。

## 歷史
1998年，郦彦卿開始籌建游侠网，次年正式在浙江电信架設網站，網站主要發佈一些遊戲資訊和遊戲攻略，並且聚集了一群遊戲愛好者編寫遊戲相關的文章，隨後發展成為《大众软件》《电脑报》等游戏媒体供稿的自由撰稿组织「游侠创作室」。在高峰期游侠创作室與中國大陸絕大部分網絡遊戲公司和遊戲媒體都有合作關係，後來因為經營壓力和同類遊戲门户网站的競爭，轉型專注單機遊戲，並提供破解和中文化補丁等服務。由於當時中國大陸的遊戲審批問題，國外很多遊戲無法在中國大陸正規發行，游侠网提供這些服務，吸引了大量訪問，並以廣告獲得盈利，由此游侠网成為中國大陸的盜版基地之一。這個時期游侠网與3DMGAME在站內成立了大量漢化組和遊戲破解組織，兩個網站還存在一定的競爭關係。2010年7月游侠网與《古剑奇谭》發行商合作，在站內發行遊戲數位版，自此中國大陸的遊戲盜版網站形成了「不破解国产单机」的潛規則。
2011年凤凰传媒收購游侠网，以用作遊戲發行和宣傳平台，2012年4月凤凰传媒旗下子公司凤凰数媒成立杭州凤侠以負責遊戲業務和游侠网的營運。2015年，游侠网由於不當宣傳和提供不合規遊戲產品，被中华人民共和国文化部行政处罚。游侠网在2017年度游戏十强盛典上獲得「2017年度中国十大游戏综合媒体」。2018和2020年獲得金翎奖的「玩家最喜爱的优秀游戏媒体」。在新華網主辦的2019中国游戏盛典中，游侠网評選為「年度影响力游戏媒体」之一。